# 2005 (szám)
A 2005 (kétezer-öt) (római számmal: MMV) a 2004 és 2006 között található természetes szám.

## A matematikában
A tízes számrendszerbeli 2005-ös a kettes számrendszerben 11111010101, a nyolcas számrendszerben 3725, a tizenhatos számrendszerben 7D5 alakban írható fel.
A 2005 páratlan szám, összetett szám, félprím. Kanonikus alakja 51 · 4011, normálalakban a 2,005 · 103 szorzattal írható fel. Négy osztója van a természetes számok halmazán, ezek növekvő sorrendben: 1, 5, 401 és 2005.
Ötvenkilenc szám valódiosztó-összegeként áll elő, közülük a legkisebb a 9995.